# Fan (Daoismus)
Dieser Artikel wurde in der Qualitätssicherung Religion eingetragen. Hilf mit, die inhaltlichen Mängel dieses Artikels zu beseitigen, und beteilige dich an der Diskussion.
Der altchinesische Begriff Fǎn (反, „Rückkehr; Umkehrung; Umkehrung“) ist ein grundlegendes Konzept des Daoismus. Das Daodejing sagt: "Umkehrung ist die Bewegung des Weges ... Sein wird aus Nichtsein geboren." Daoistische Texte verwenden Fan in drei miteinander verbundenen Bedeutungen: "Rückkehr zur Wurzel", "zyklische Rückkehr" und "Rückkehr zum Gegenteil". In der chinesischen Kosmologie geht alles im Universum aus dem ursprünglichen Dao hervor, verwandelt sich ständig und kehrt unweigerlich zu ihm zurück, was der ewigen Wiederkehr in der Philosophie oder dem zyklischen Modell in der physikalischen Kosmologie entspricht. Fan ist auch in der chinesischen Alchemie und der daoistischen Meditation von Bedeutung.